# Sant Martin de Lantosca
Sant Martin de Vesúbia (en francès Saint-Martin-Vésubie) és un municipi francès situat al departament dels Alps Marítims i a la regió de Provença – Alps – Costa Blava.

## Demografia
| 1962                                       | 1968  | 1975  | 1982  | 1990  | 1999  | 2006  |
| ------------------------------------------ | ----- | ----- | ----- | ----- | ----- | ----- |
| 963                                        | 1.047 | 1.188 | 1.156 | 1.041 | 1.098 | 1.321 |
| Des de 1962: Població sense dobles comptes |       |       |       |       |       |       |

## Administració
| Període                                                                          |  | Identitat                | Partit | Qualitat                                  |
| -------------------------------------------------------------------------------- |  | ------------------------ | ------ | ----------------------------------------- |
| 1789                                                                             |  | Ignace-Victor Cagnoli    |        | Batlle                                    |
| 1789                                                                             |  | Joseph Ghibert           |        | Síndic                                    |
| 1791                                                                             |  | François Baldoni         |        | Batlle                                    |
| 1791                                                                             |  | Maurice Giudice          |        | Síndic                                    |
| 1791                                                                             |  | Pierre-Paul Raiberti     |        | Síndic                                    |
| 1792                                                                             |  | François Baldoni         |        | Batlle                                    |
| 1792                                                                             |  | Jean-André Ghibert       |        | Síndic                                    |
| 1792                                                                             |  | Joseph Batlle            |        | Síndic                                    |
| 1793                                                                             |  | Pierre-François Barelli  |        | Batlle                                    |
| 1793                                                                             |  | Antoine Ingigliardi      |        | Síndic                                    |
| 1793                                                                             |  | Jean-André Ghibert       |        | Síndic                                    |
| 1794                                                                             |  | Pierre-François Barelli  |        | Batlle                                    |
| 1794                                                                             |  | Antoine Ingigliardi      |        | Síndic                                    |
| 1794                                                                             |  | Louis Martin             |        | Síndic                                    |
| 1794                                                                             |  | Ambroise Giuge           |        | Síndic                                    |
| Any III                                                                          |  | Modeste Giuge            |        |                                           |
| Any III                                                                          |  | Jean-François Caire      |        |                                           |
| Any VI                                                                           |  | Antoine-Baptiste Astria  |        |                                           |
| Any VIII                                                                         |  | Antoine Richeri          |        |                                           |
| Any XIII                                                                         |  | Ignace Cagnoli           |        |                                           |
| 1811                                                                             |  | Pierre-François Barelli  |        |                                           |
| 1815                                                                             |  | Pierre-François Barelli  |        | Batlle                                    |
| 1815                                                                             |  | Modeste Giuge            |        | Síndic                                    |
| 1816                                                                             |  | Pierre-François Barelli  |        | Batlle                                    |
| 1816                                                                             |  | Antoine-André Cagnoli    |        | Síndic                                    |
| 1817                                                                             |  | Benjamin Baldoni         |        | Síndic                                    |
| 1818                                                                             |  | Ignace Cagnoli           |        | Síndic                                    |
| 1819                                                                             |  | Modeste Giuge            |        | Síndic                                    |
| 1820                                                                             |  | Ignace Cagnoli           |        | Síndic                                    |
| 1821                                                                             |  | Paul Véglio              |        | Síndic                                    |
| 1822                                                                             |  | Pancrace Giaubert        |        | Síndic                                    |
| 1823                                                                             |  | Pierre-François Barelli  |        | Síndic                                    |
| 1824                                                                             |  | Paulin Baldoni           |        | Síndic                                    |
| 1832                                                                             |  | Charles Raiberti         |        | Síndic                                    |
| 1836                                                                             |  | Pierre-François Barelli  |        | Síndic                                    |
| 1837                                                                             |  | Louis Astria             |        | Síndic                                    |
| 1839                                                                             |  | Jérôme Cagnoli           |        | Síndic                                    |
| 1842                                                                             |  | Jean Martin              |        | Síndic                                    |
| 1849                                                                             |  | Hilarion Cagnoli         |        | Síndic                                    |
| 1850                                                                             |  | Charles Raiberti         |        | Síndic                                    |
| 1853                                                                             |  | François Cagnoli         |        | Síndic                                    |
| 1854                                                                             |  | Jacques-Antoine Giaubert |        | Síndic                                    |
| 1856                                                                             |  | Charles Raiberti         |        | Síndic                                    |
| 1860                                                                             |  | Louis Belleudi           |        | Síndic                                    |
| 1861                                                                             |  | Hilarion Cagnoli         |        |                                           |
| 1870                                                                             |  | Hilaire Filippi          |        |                                           |
| 1874                                                                             |  | Hilarion Cagnoli         |        |                                           |
| 1875                                                                             |  | Raymond Airaudi          |        | Adjunt(*)                                 |
| 1876                                                                             |  | Eugène Raiberti          |        |                                           |
| 1877                                                                             |  | Louis Barelli            |        |                                           |
| 1891                                                                             |  | Jean-Baptiste Fulconis   |        |                                           |
| 1900                                                                             |  | André Cagnoli            |        |                                           |
| 1908                                                                             |  | Joseph Cagnoli           |        |                                           |
| 1919                                                                             |  | Louis Fulconis           |        |                                           |
| 1940                                                                             |  | Louis Blanchard          |        | President del Comitè local d'Alliberament |
| 1945                                                                             |  | Jacques Mario            |        |                                           |
| 1947                                                                             |  | Louis Fulconis           |        |                                           |
| 1949                                                                             |  | Marius Martin            |        |                                           |
| 1953                                                                             |  | Charles de Cacqueray     |        |                                           |
| 1981                                                                             |  | Célestin Airaudi         |        |                                           |
| 1989                                                                             |  | Gaston Franco            | UMP    |                                           |
| (*) De 1875 a 1876, Hilarion Cagnoli fou substituït per Raymond Airaudi, adjunt. |  |                          |        |                                           |